# كاترين كورسيني
كاترين كورسيني (بالفرنسية: Catherine Corsini)‏ (- 1956م) ممثلة، ومخرجة سينمائية، وكاتبة سيناريو من فرنسا.

## مشوارها الفني
تتلمذت لمدة ثلاث سنوات على يد أنطوان فيتيز وميشيل بوكيه بكونسرفاتوار الفنون المسرحية بباريس. اتجهت نحو الكتابة والإخراج حيث أخرجت العديد من الأفلام الروائية القصيرة. «بوكر» كان أول أفلامها. حظى فيلمها «ممنوع من الحب» (1991) مع ناتالي ريشار وماكسيم لورو بإعجاب الجمهور عندما عرض في التليفزيون. إتجهت كورسينى إلى مجال مختلف عن الدراما. وأخرجت فيلما يتناول كوميديا الأجيال عام 1998 بعنوان «حواء الجديدة». وبعد عامين قامت بانتاج فيلم «التكرار» مع إيمانويل بييار وباسكال بويسيير الذي أختير في المسابقة الرسمية في مهرجان كان السينمائي. في عام 2006 تعاونت مع كل من كارين فيار وأريك كارافاكا في فيلمها «الطموح». كما أنتجت فيلمها الجديد «الرحيل» عام 2008 مع كريستين سكوت توماس وسيرجي لوبيز وإيفان آتال. كما قدمت العديد من الوثائقيات للإذاعة وشاركت في كتابة العديد من الأعمال للتلفزيون والسينما. وهي مهتمة بشكل خاص بالصورة وتستعين بها في عيادتها كأسلوب علاج للأطفال والشباب

## روابط خارجية
- كاترين كورسيني على موقع IMDb (الإنجليزية)
- كاترين كورسيني على موقع ميتاكريتيك (الإنجليزية)
- كاترين كورسيني على موقع روتن توميتوز (الإنجليزية)
- كاترين كورسيني على موقع قاعدة بيانات الأفلام العربية
- كاترين كورسيني على موقع ألو سيني (الفرنسية)
- كاترين كورسيني على موقع أول موفي (الإنجليزية)
- كاترين كورسيني على موقع قاعدة بيانات الأفلام السويدية (السويدية)
- كاترين كورسيني على موقع قاعدة بيانات الفيلم (الإنجليزية)
- كاترين كورسيني على موقع كينوبويسك (الروسية)